# Tornabous
Tornabous – gmina w Hiszpanii, w prowincji Lleida, w Katalonii, o powierzchni 20,12 km². W 2011 roku gmina liczyła 925 mieszkańców.